# São Martinho do Porto

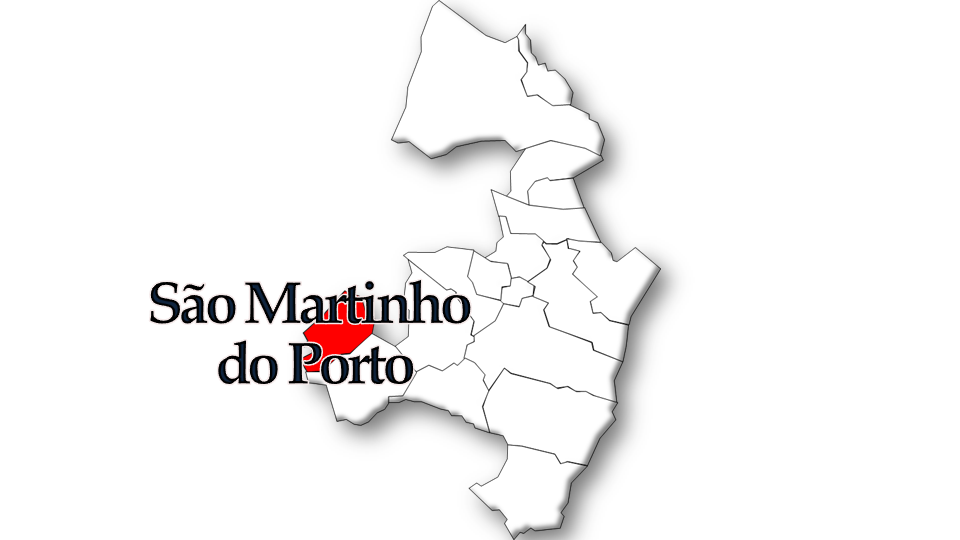
Localização no município de Alcobaça

São Martinho do Porto é uma vila portuguesa sede da freguesia de São Martinho do Porto do Município de Alcobaça, situada na província histórica da Estremadura e da região Oeste portuguesa, freguesia com 14,64 km² de área e 3 111 habitantes (censo de 2021), tendo, por isso, uma densidade populacional de 212,5 hab./km².
A freguesia compreende, para além da sede da freguesia, a vila de São Martinho do Porto, as povoações de Serra dos Mangues e Vale do Paraíso.
A povoação de São Martinho do Porto foi elevada à categoria de vila em 1990.

## História
A região constituída pela serra da Pescaria e pela serra do Bouro constituiu, em tempos geológicos, uma única ilha. Tendo se dividido, deu origem à baía de São Martinho do Porto.
Em tempos históricos, a povoação é mencionada pela primeira vez referida em uma Carta de Foral passada em 1257 por Frei Estevão Martins, 12o abade do Mosteiro de Alcobaça. A baía foi porto de mar dos coutos de Alcobaça, onde se desenvolviam atividades ligadas à pesca e à construção naval. Foi vila e sede de concelho até 1855. Era constituído inicialmente apenas pela freguesia da sede e tinha, em 1801, 932 habitantes. Em 1839 foram-lhe anexadas as freguesias de Alfeizerão, Salir do Porto e Serra do Bouro. Tinha, em 1849, 3 596 habitantes.
Dado o desenvolvimento local e a construção do cais, já por volta de 1885 o bairro da praia passou a lembrar uma segunda vila.
Constitui-se numa estância balnear frequentada pela nobreza e pela burguesia desde o final do século XIX, ficando conhecida como o "bidé das marquesas".
A vila é constituída por dois núcleos distintos:
- A parte baixa mais vocacionada para a atividade turística;
- A parte alta, onde pontificam as moradias tradicionais e a Igreja Matriz.

## Demografia
A população registada nos censos foi:
| Distribuição da População por Grupos Etários | Distribuição da População por Grupos Etários | Distribuição da População por Grupos Etários | Distribuição da População por Grupos Etários | Distribuição da População por Grupos Etários |
| -------------------------------------------- | -------------------------------------------- | -------------------------------------------- | -------------------------------------------- | -------------------------------------------- |
| Ano                                          | 0-14 Anos                                    | 15-24 Anos                                   | 25-64 Anos                                   | > 65 Anos                                    |
| 2001                                         | 418                                          | 347                                          | 1361                                         | 518                                          |
| 2011                                         | 395                                          | 295                                          | 1516                                         | 662                                          |
| 2021                                         | 358                                          | 296                                          | 1581                                         | 876                                          |

## Turismo

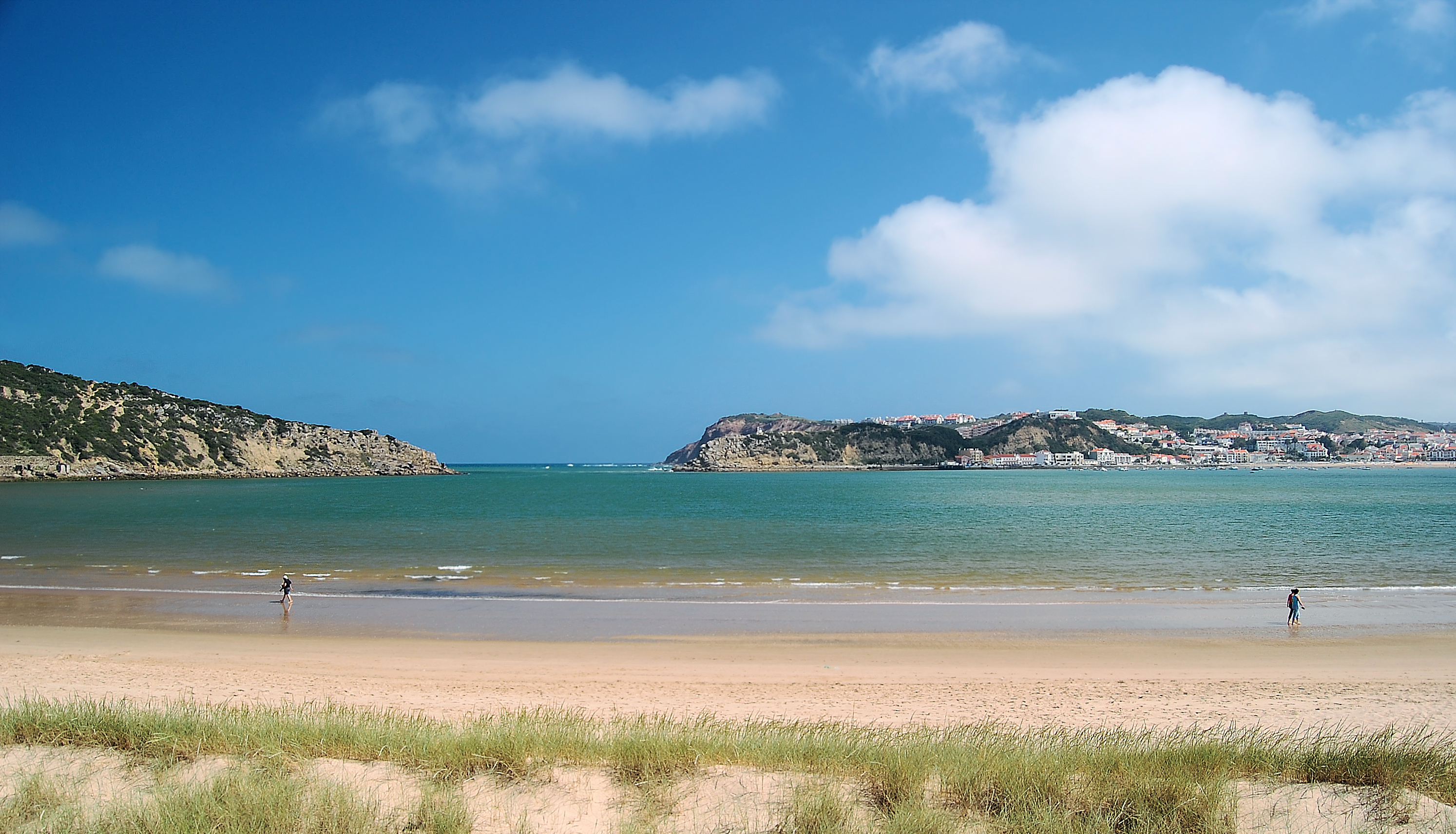
Baía de São Martinho do Porto.

A freguesia conta com uma das mais belas praias do país, uma baía, em forma de vieira, de águas calmas e areias brancas e finas. São Martinho do Porto foi mesmo considerada a melhor praia para ir em família no guia de praias de 2015 da eDreams. Segundo aquele conhecido site de reservas electrónicas para viagens e hotéis, a “baía natural de águas claras e tranquilas e rodeada por diversas lojas e restaurantes oferece condições ideias para um dia relaxado em família”. Para além disso, a empresa, sediada em Barcelona, afirma que “é perfeita para os banhos dos mais pequenos, enquanto os adultos relaxam na areia ou tomam uma bebida numa esplanada com vista para o mar”.
Apesar do tempo ter diminuído a importância comercial do porto, a sua actividade turística e a vida própria da praia conferem-lhe uma dinâmica especial, nomeadamente durante a época estival.
A baía está apenas ligada ao mar por uma abertura de poucos metros. Daí que as águas sejam tranquilas, óptimas para as crianças e melhores ainda para competições de vela, windsurf ou canoagem. A marginal, onde o estacionamento é difícil, dispõe de inúmeros cafés, restaurantes e esplanadas. Um estreito túnel pedonal dá acesso directo ao oceano, a partir da zona da doca.
No verão de 2014, São Martinho atraiu muitos curiosos por ter recebido a visita de uma foca, provavelmente vinda de França, da Inglaterra ou da Islândia. O animal ficou conhecido como "Martinha" e foi, nesse verão, a "mascote" da vila.

## Património
- Igreja Matriz - templo datado do século XVIII. No seu interior destaca-se, por detrás do altar, uma tela de grandes dimensões, pintada a óleo, com a imagem do milagre de São Martinho.
- Capela de Santo António - próximo à praia de Santo António, constitui-se num pequeno templo no alto de um morro. O seu interior é simples, decorado com apenas duas imagens - a do padroeiro e a da Virgem. No exterior, painéis de azulejos azuis e brancos, representando a lenda do milagre da formação do "lago", a enseada que se forma antes da entrada da barra de acesso à baía de São Martinho do Porto.

## Pontos de interesse
- Miradouro - Localizado no morro de Santo António, oferece uma vista privilegiada para a baía.[10]
- Farol do Morro de Santo António - Em tempos remotos vizinho de um forte que defendia a entrada da baía, faz parte de um sistema de orientação aos marinheiros que inclui dois faróis de enfiamento situados nas dunas, em frente à barra.[11]
- Túnel - É um passeio agradável e a contemplação dos lados opostos do túnel proporciona uma experiência sublime. De um lado, as águas calmas da Baía, do outro as águas agitadas do Oceano Atlântico que batem com violência nas rochas.
- Jardim do Largo Engenheiro Frederico Ulrich - Espaço verde de lazer dedicado às crianças.
- Colégio José Bento da Silva – Inaugurado em 1883 com o intuito de formação de ensino primário e secundário, hoje é sede de Junta de Freguesia, Casa da Cultura José Bento da Silva, Biblioteca e Associação de Defesa do Ambiente de São Martinho do Porto.
- Miradouro do Largo José Bento da Silva - Vista privilegiada sobre a Baía e acesso direto ao Ascensor do Outeiro.
- Ruínas (Salir do Porto) - Ruínas da Alfândega artesanal onde foram construídas as caravelas que participaram nas descobertas e conquistas, nos reinados de D. Afonso V e D. João II. Aqui foram também construídos parte dos navios que levaram D. Sebastião a Alcácer Quibir.
- Pocinha (Salir do Porto) - A Pocinha de Salir é uma nascente de água doce que nasce junto ao Oceano. Crê-se que seja uma água milagrosa para inúmeras enfermidades, nomeadamente por deter propriedades benéficas a problemas de pele.
- Duna (Salir do Porto) - Em tempos a maior da Europa, a Duna de Salir sobressai na paisagem dunar da Baía de São Martinho, com uma altitude de aproximadamente 50m e 200m de comprimento. O núcleo da Duna é constituído em parte por um arenito vermelho, vestígio de uma duna mais antiga – Duna fóssil.São Martinho do Porto: vista panorâmica da praia e povoação.

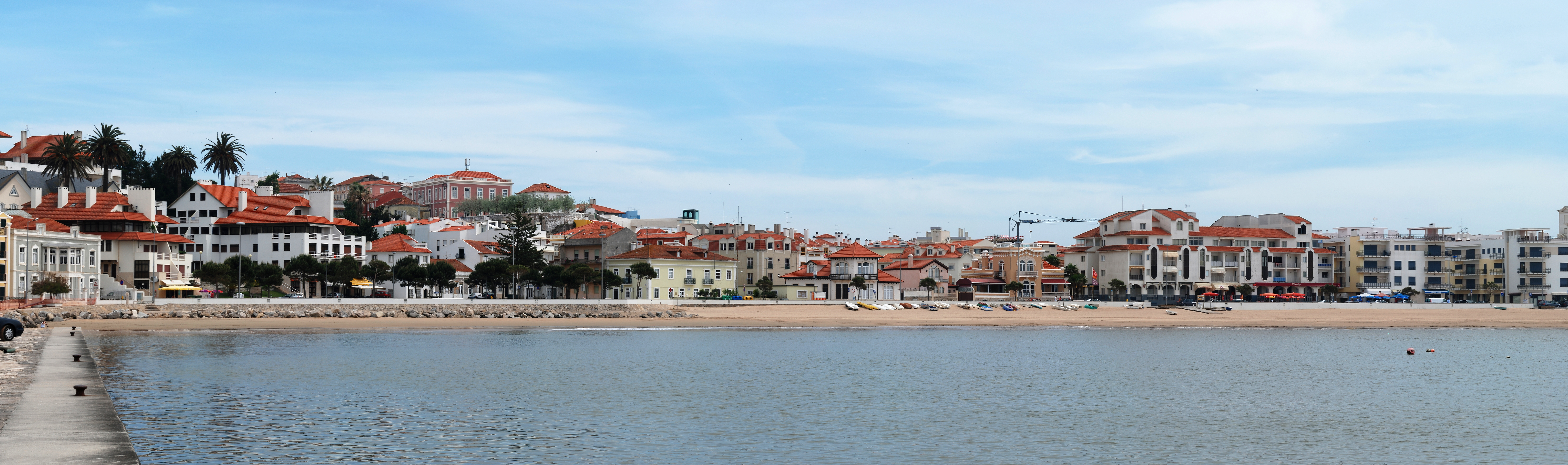
São Martinho do Porto: vista panorâmica da praia e povoação.

## Galeria de imagens

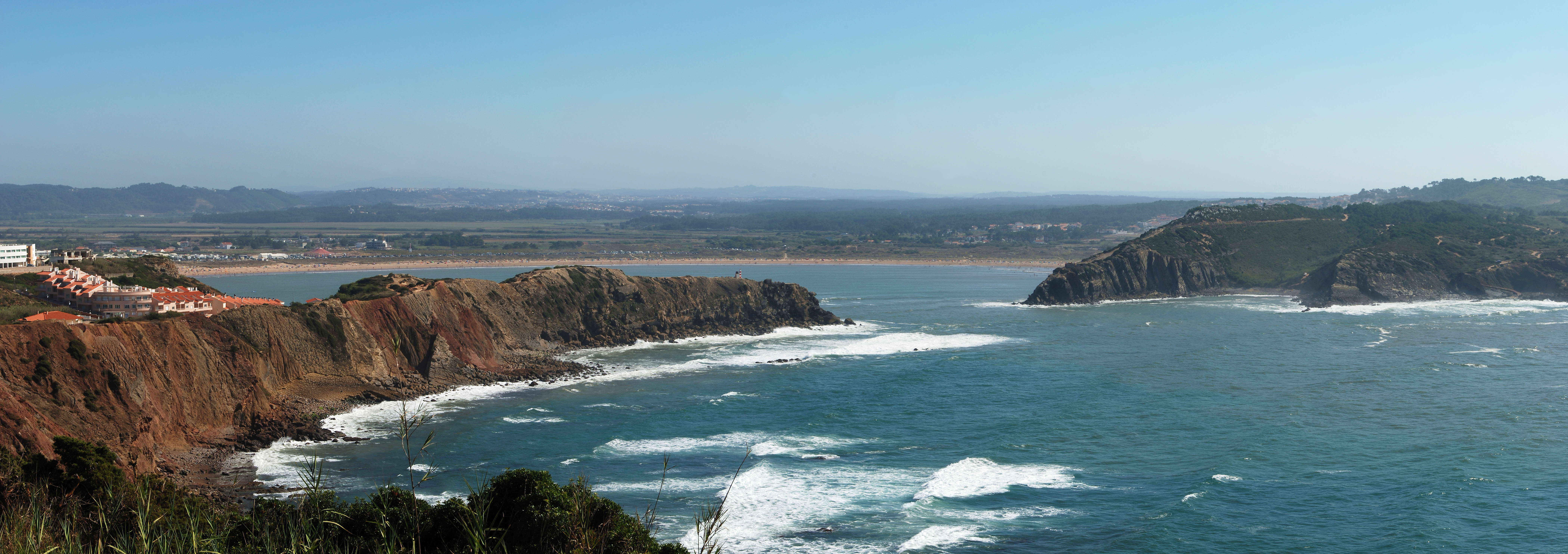
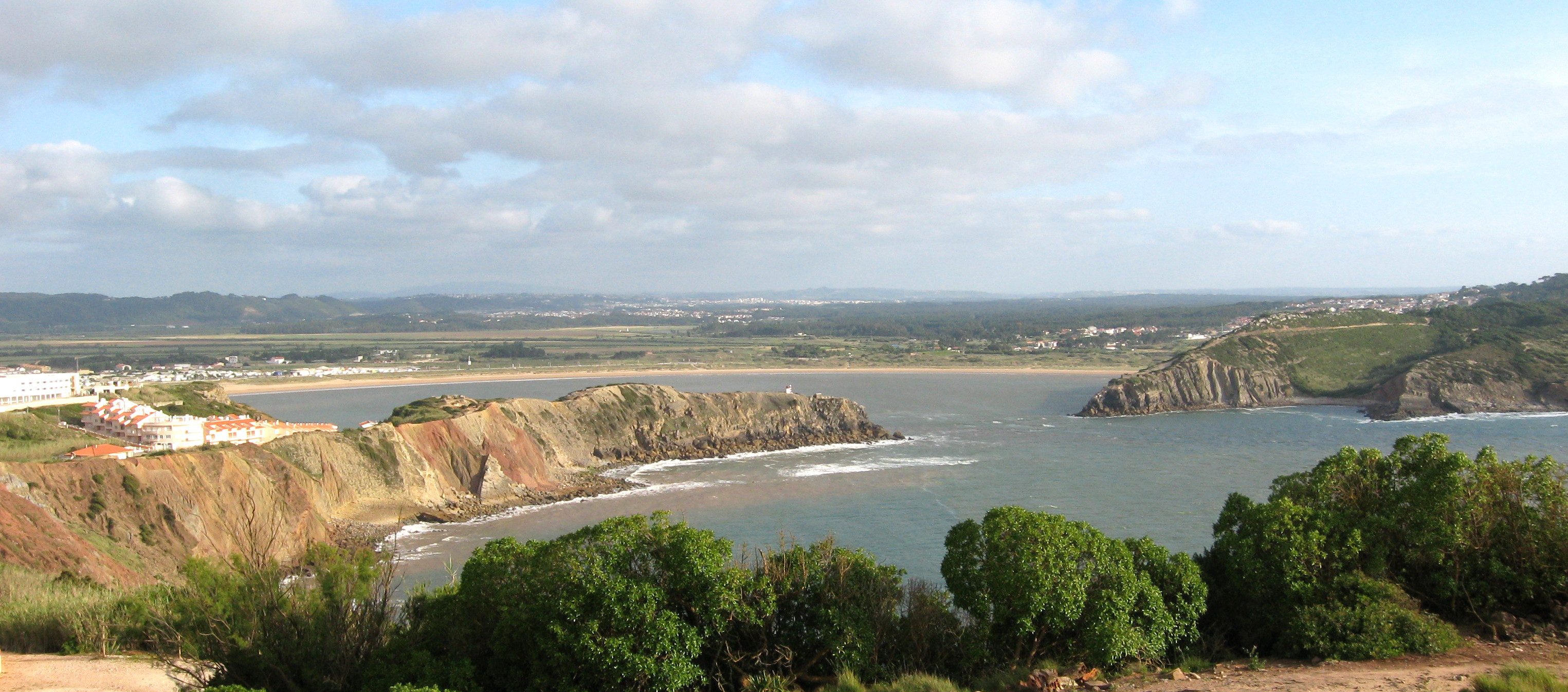
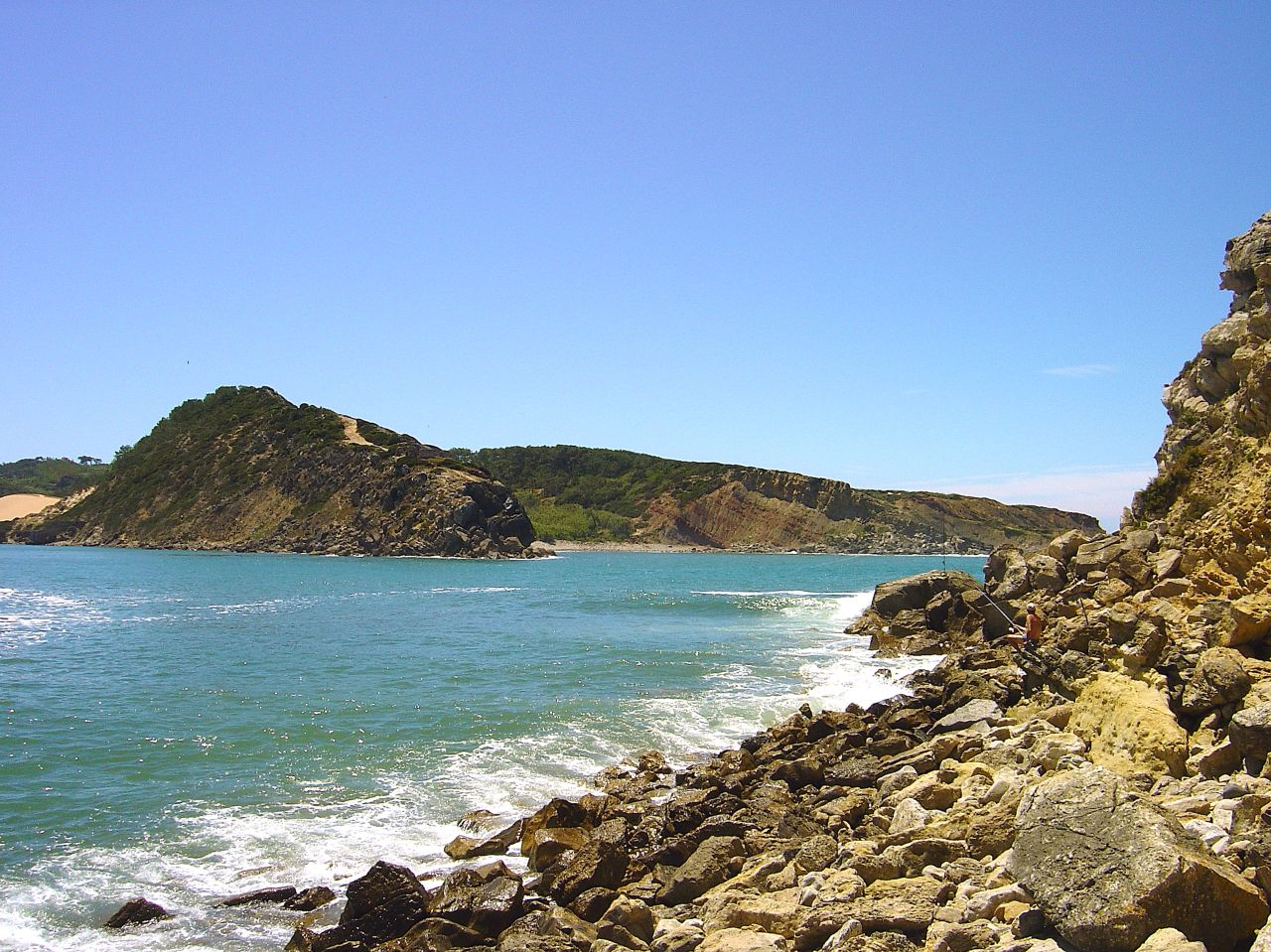
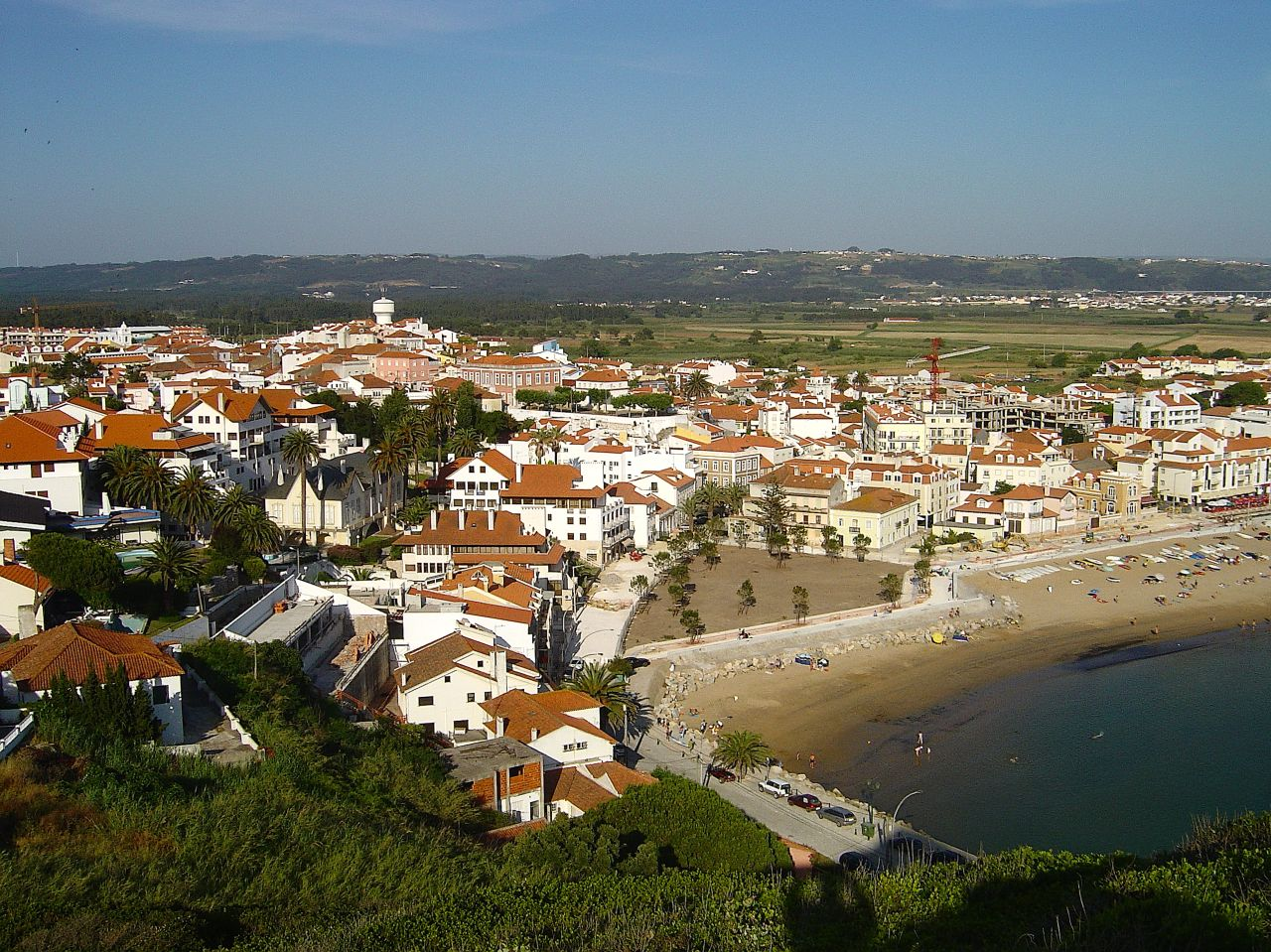
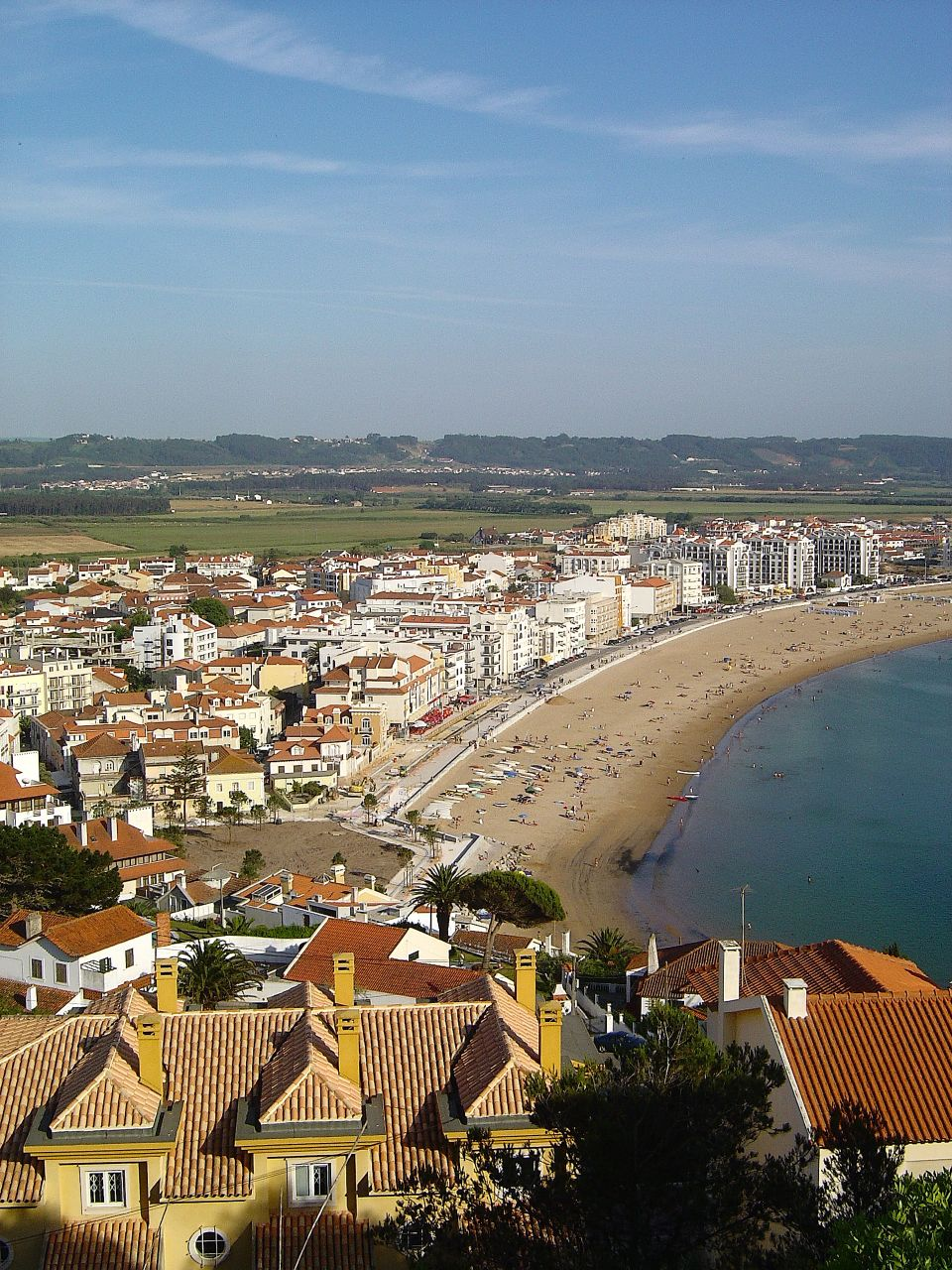
thumb
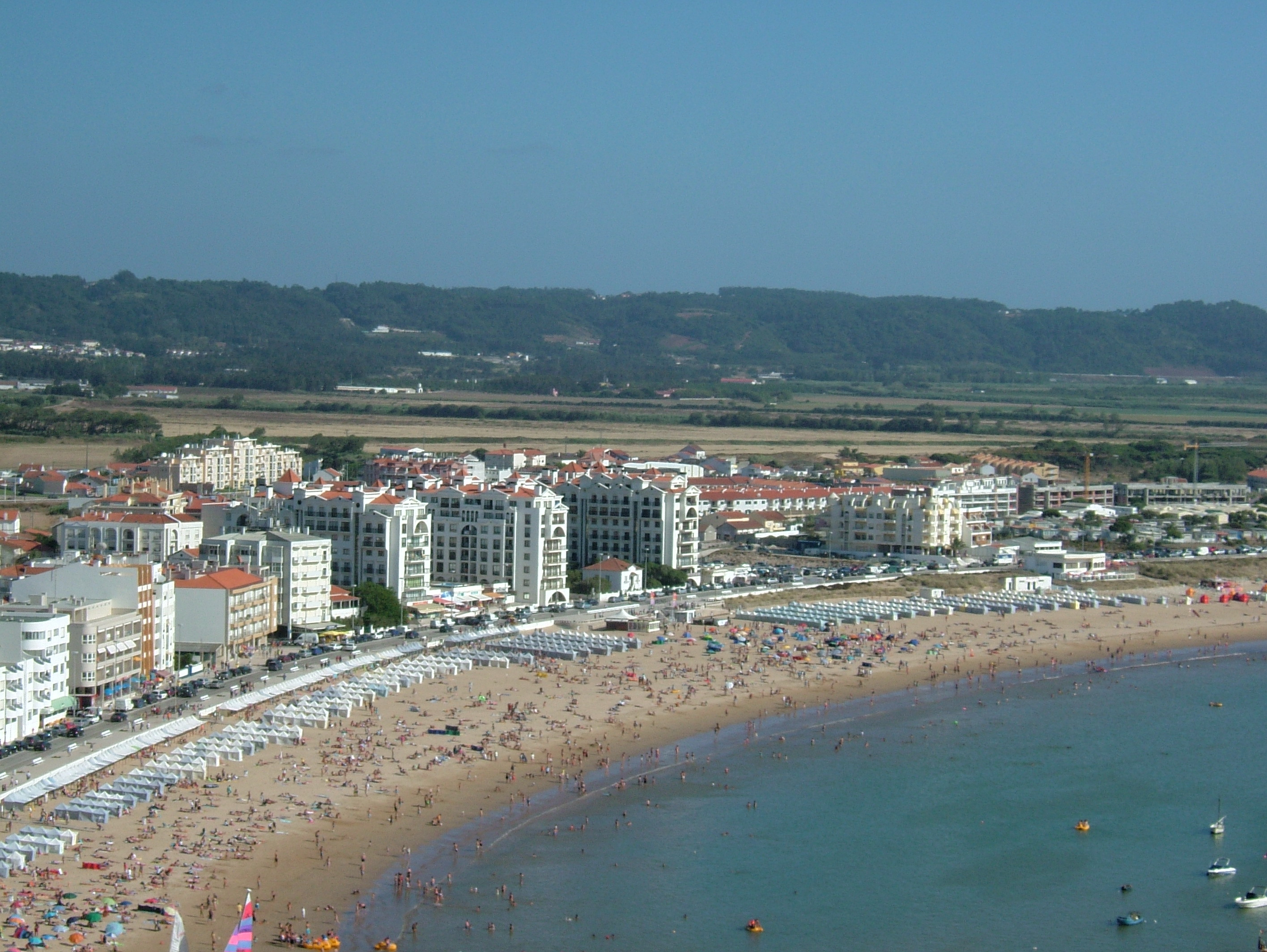
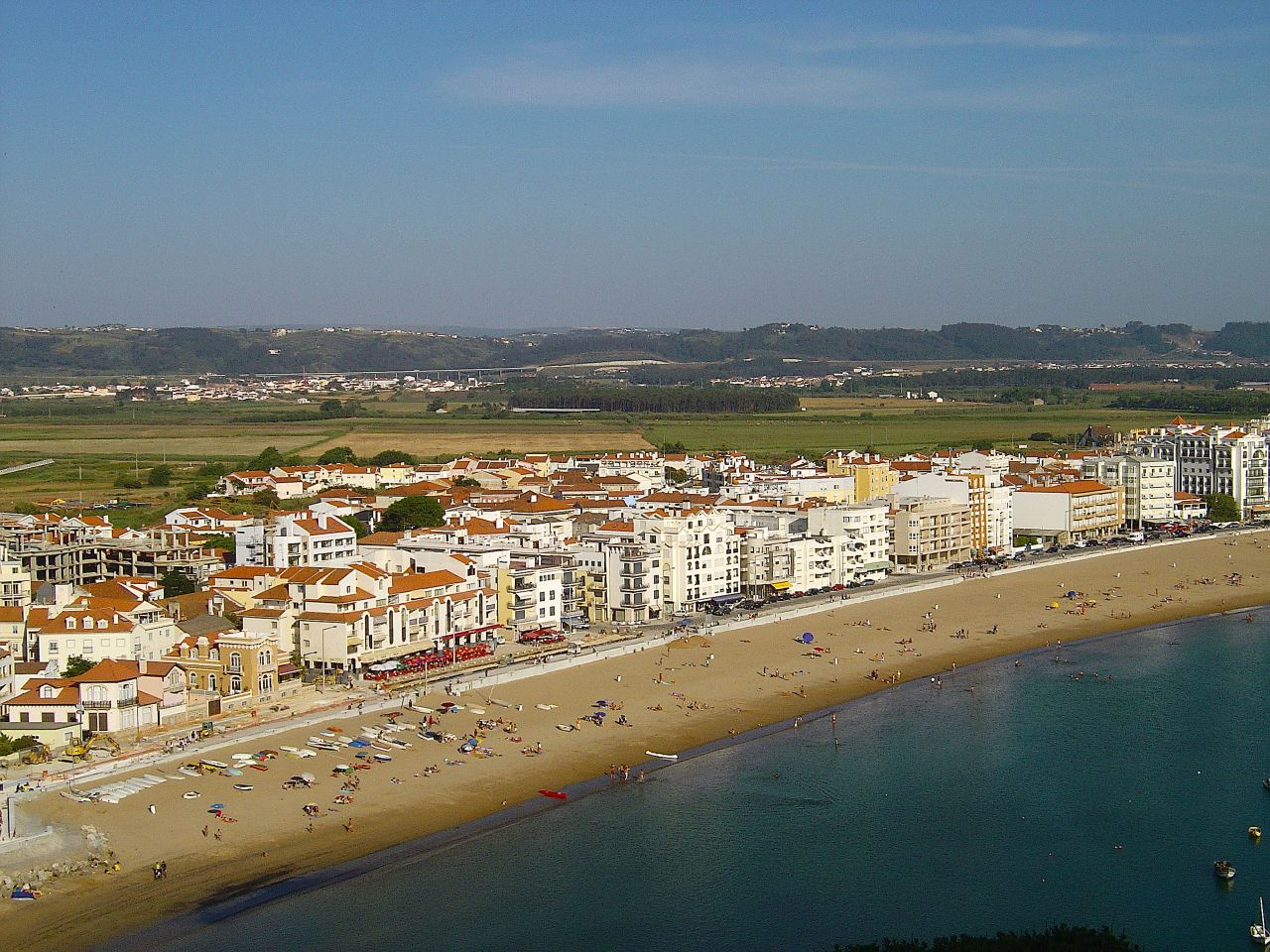
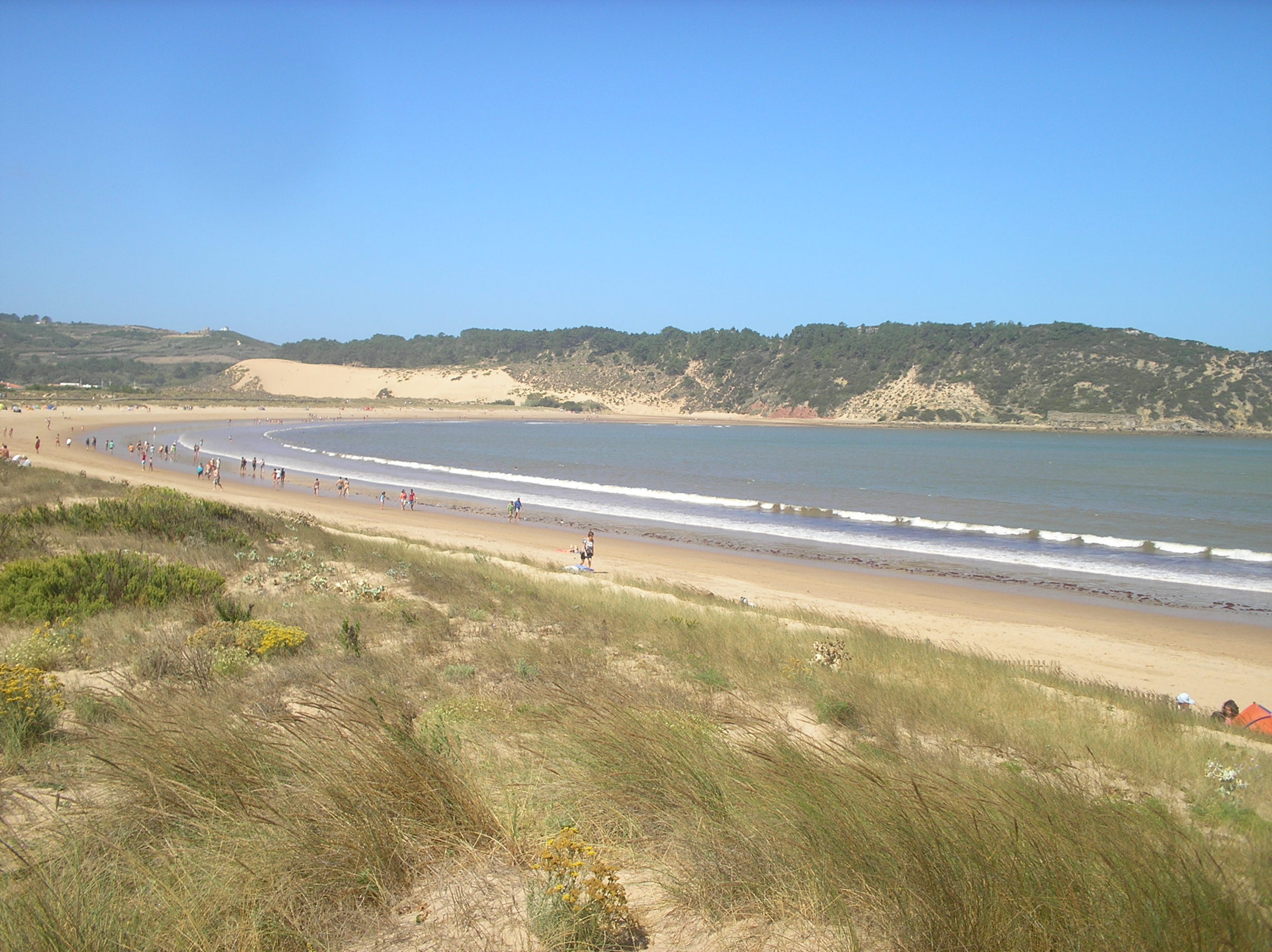
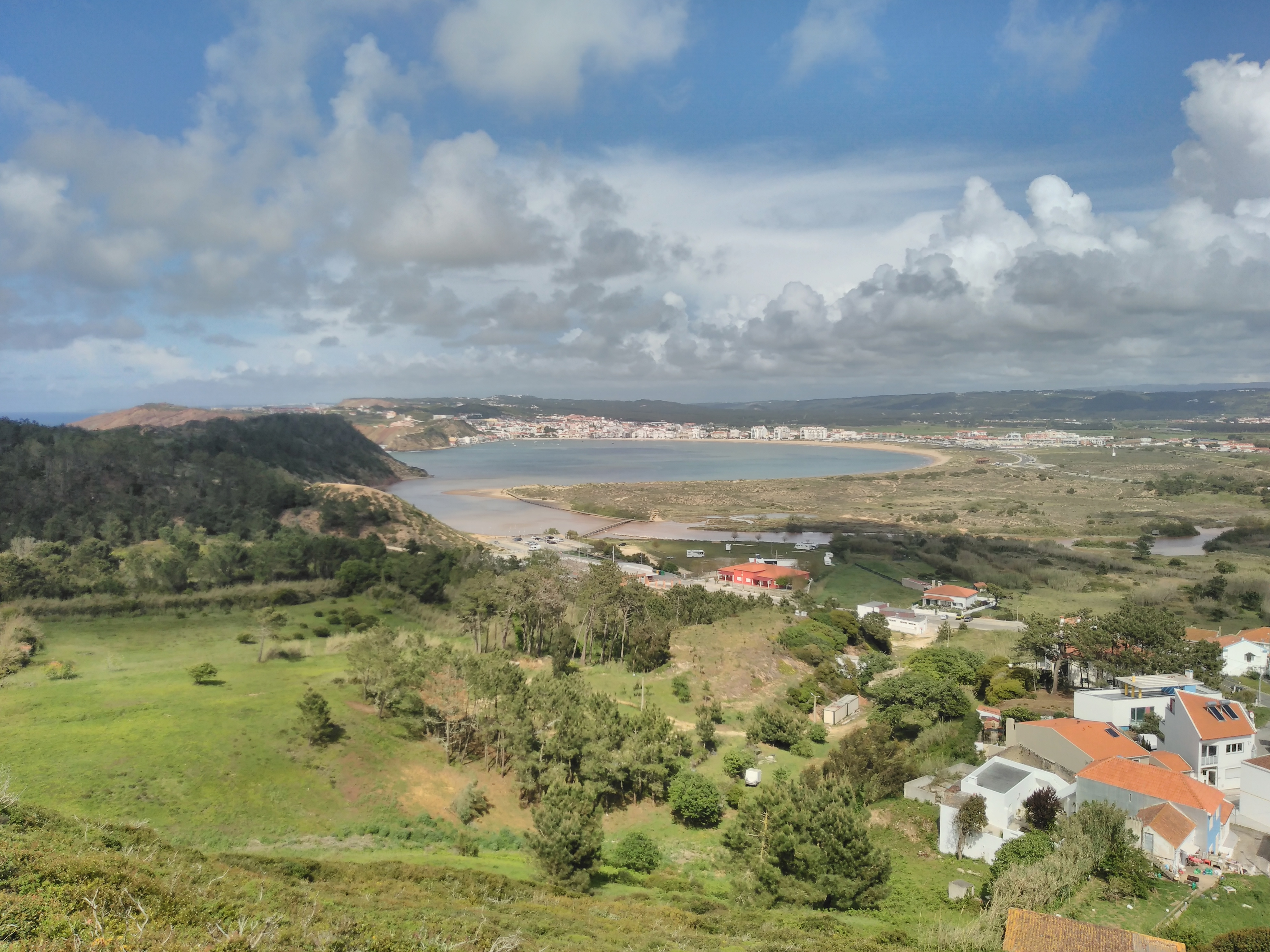